# 林大权
林大权，江西浮梁人，是一名清朝政治人物。
林大权曾于1790年接替周云翮任上海县知县一职，1791年由江廷昉接任。